# Pustopole

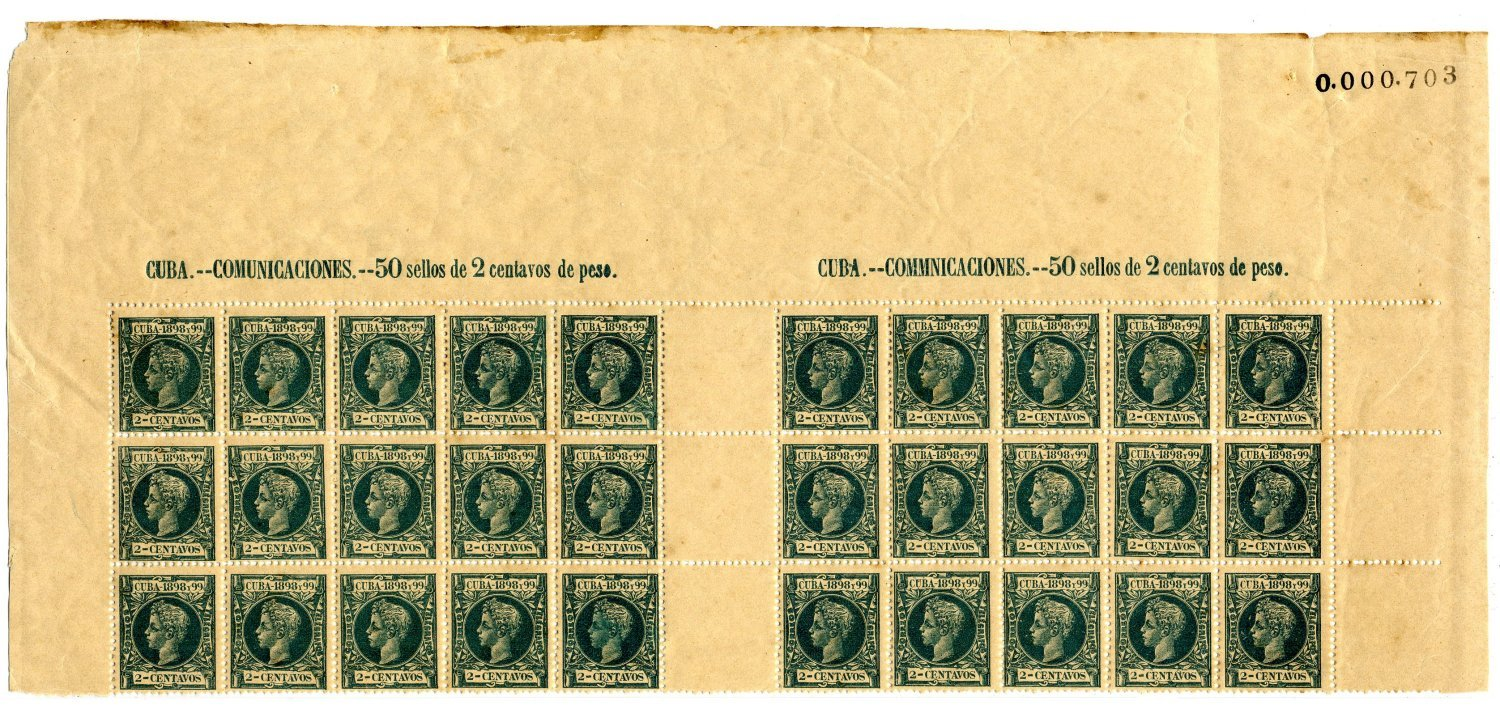
Pustopola na arkuszu znaczków z 1898

Pustopole – niezadrukowana część arkusza sprzedażnego, wielkości znaczka.
Powstanie pustopola wynika m.in. z trudności w dostosowaniu maszyny perforującej do liczby znaczków, z dążenia do zaokrąglenia liczby znaczków lub zaokrąglenia wartości nominalnej arkusza.
Pustopole wyrwane z arkusza z sąsiadującym znaczkiem tworzy rodzaj przywieszki.